# For My Pain...
A For My Pain... (amelyet gyakran rövidítenek „FMP...” nek vagy csak egyszerűen „FMP” nek) egy gótikus metal együttes Ouluból, Finnországból, melynek tagjai az Embraze, Eternal Tears of Sorrow, Nightwish, Charon és Reflexion együtteseket erősítik. Az együttes 2003-ban debütált sikeresen a „Fallen” című albummal, s azóta nem adtak ki teljes új albumot.

## Az FMP születése (1999–2001)
A For My Pain... együttes alapításának ötlete 1999-ben született meg Altti Veteläinen (basszusgitár, Eternal Tears of Sorrow) és Petri Sankala (dobok, Eternal Tears of Sorrow) fejében. Két régi barátot kértek meg rá, hogy társuljanak az új csapathoz, Tuomas Holopainent (billentyűs, Nightwish) és Lauri Tuohimaát (gitár, Charon és Embraze). Mindenkit nagyon érdekelt is az ötlet, de mivel mindenki túl elfoglalt volt, ezért halogatták a megvalósítását.

## Fallen (2001–2006)
Néhány évvel később újra nekiálltak, most az időzítés is jobb volt, ugyanis úgy az Eternal Tears of Sorrow, mint a Nightwish is szünetelt. Két tagot kértek még fel arra, hogy csatlakozzon, Oli-Pekka Törrőt (gitár, Eternal Tears of Sorrow) és Juha Kylmänent (énekes, Reflexion), s ezzel 2001-ben meg is kezdték az albumuk felvételét.
A For My Pain... debütáló albuma „Fallen” címmel 2003-ban került kiadásra, és 2004-ben követte egy kislemez „Killing Romance”címmel, amely három számból állt. Azóta a csapat szünetel.

## Új album (2007–)
2007-ben a csapat kijelentette, hogy ki fognak adni egy új albumot, de októberben bejelentették, hogy egyelőre ezt még elhalasszák.[forrás?]

## Tagok
- Juha Kylmänen – Ének (Reflexion)
- Lauri Tuohimaa – Gitár (Charon, Embraze)
- Olli-Pekka Törrö – Gitár (Eternal Tears of Sorrow)
- Altti Veteläinen – Basszusgitár (Eternal Tears of Sorrow)
- Tuomas Holopainen – Billentyű (Nightwish)
- Petri Sankala – Dob (Eternal Tears of Sorrow)

### Vendég tagok
- Tero Kinnunen - billentyűsök a "Killing Romance"-ben
- Miriam Elisabeth Renvåg - Ének a "Fallen"ban

## Diszkográfia
- Fallen (2003)
- Killing Romance (2004)